# Cosmibuena macrocarpa
Cosmibuena macrocarpa là một loài thực vật có hoa trong họ Thiến thảo. Loài này được (Benth.) Klotzsch ex Walp. mô tả khoa học đầu tiên năm 1846.